# Pseudoteratura parallela
Pseudoteratura parallela är en insektsart som beskrevs av Sigfrid Ingrisch 2006. Pseudoteratura parallela ingår i släktet Pseudoteratura och familjen vårtbitare. Inga underarter finns listade i Catalogue of Life.